# Sarmatia interruptalis
Sarmatia interruptalis là một loài bướm đêm trong họ Erebidae.